# Euphorbia dendroides
L'euforbia arborea (Euphorbia dendroides L., 1753) è una pianta della famiglia Euphorbiacee, comune negli ambienti di macchia mediterranea.

## Descrizione

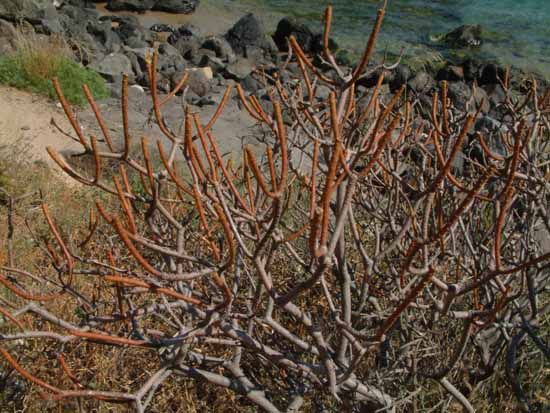
E. dendroides
aspetto estivo

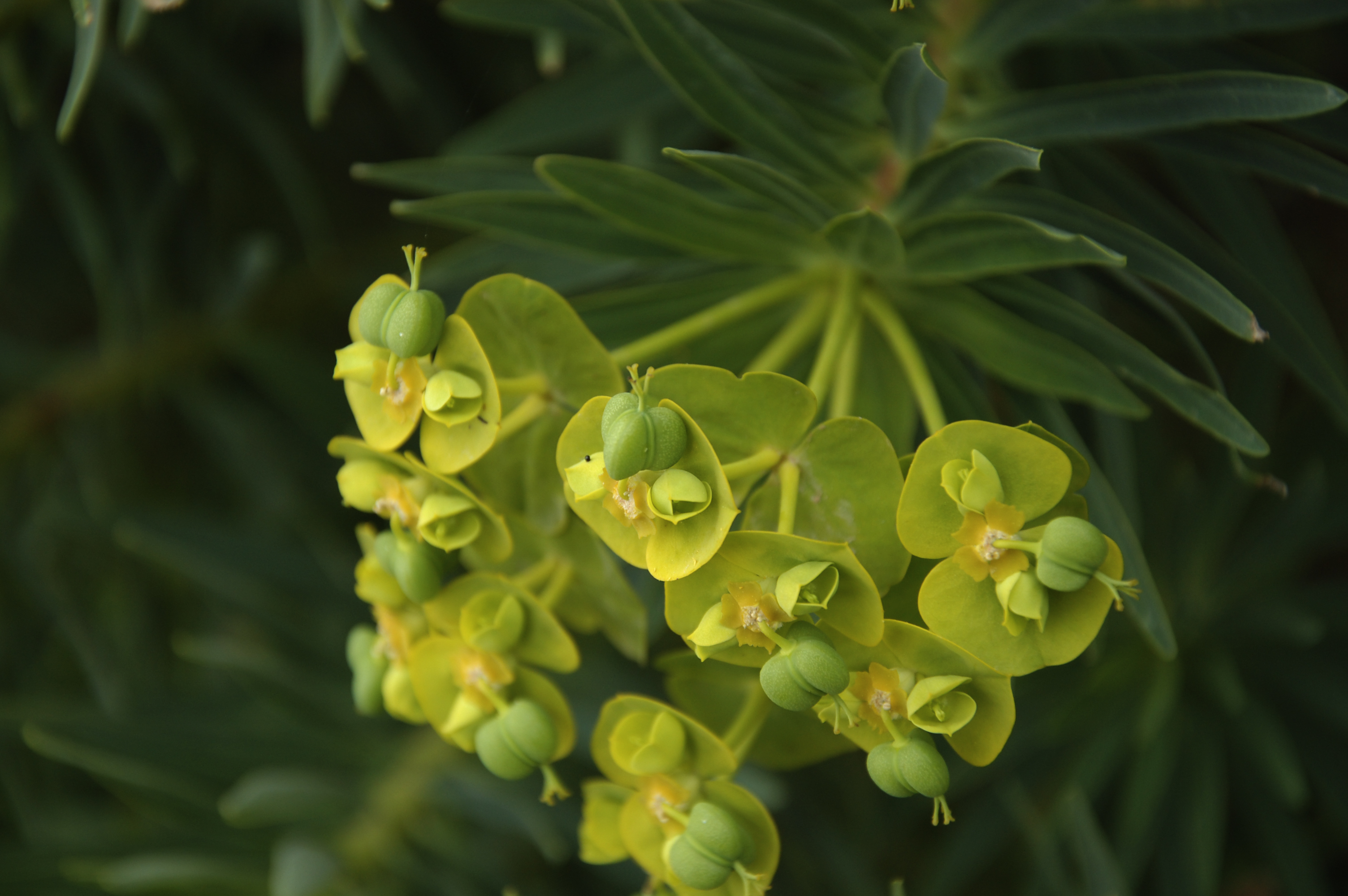
Frutti

Si presenta in forma di cespugli, con fusto e rami dicotomi, alti sino a 2 m. Nel periodo invernale e primaverile forma dei veri e propri cuscini sferici di colore verde. Nel periodo estivo si presenta sotto forma di arbusti privi di foglie e dall'aspetto scheletrico. I rami, se strappati, secernono un lattice bianco irritante al contatto con la pelle.
Le foglie sono alterne, spaziate, oblungo-lanceolate, di colore dal verde-glauco al rossiccio, lunghe fino a 7 cm, e sono disposte nella parte superiore dei rami dove rimangono dalle prime piogge autunnali sino all'inizio dell'estate, epoca in cui si colorano di rosso e quindi cadono.

Ha fiori di color giallo-oro, raccolti in ombrelle terminali con 5-8 raggi, circondate da numerose brattee. Fiorisce da aprile a giugno.
Il frutto è un coccario tricarpellare, largo 5–6 mm contenenti semi appiattiti, grigi, lisci, lunghi 3 mm.

## Biologia
È una pianta emblematica della macchia mediterranea e della gariga mediterranea costiera, che in tali condizioni vitali subisce il fenomeno della estivazione, cioè ha la fase vitale (produzione di foglie fiori e frutti) in inverno fino alla primavera. Quando le condizioni vitali divengono critiche per il caldo e l'arido in estate, si ha una fase di completa stasi della vegetazione, inclusa la caduta delle foglie.
Si riproduce generalmente per impollinazione anemogama, ma esistono casi documentati anche di impollinazione zoogama da parte di insetti, nonché da parte di sauri, come la lucertola balearica Podarcis lilfordi, che visita Euphorbia dendroides per nutrirsi del suo nettare altamente concentrato.
La disseminazione è garantita da un meccanismo di apertura a scatto del frutto che proietta i semi ad una certa distanza dalla pianta madre. Anche le formiche contribuiscono trasportando i semi sottoterra dove possono germogliare, attratte da una piccola escrescenza chiara che rimane attaccata ai semi dopo la caduta.

## Distribuzione e habitat
È diffusa nel bacino del Mediterraneo ad occidente fino alle coste della Spagna mediterranea e ad oriente fino all'Egeo; nel Nord Africa è presente in Algeria ed in Libia. È inoltre presente in Palestina e nelle Isole Canarie. È naturalizzata inoltre in Australia occidentale e nel sud della California.

In Italia è presente sulle coste tirreniche, ioniche e basso-adriatiche (Liguria, Toscana, Sardegna, Lazio, Campania, Puglia, Basilicata, Calabria, Sicilia).
È una essenza tipica della macchia mediterranea. Prospera in ambienti litoranei aridi e soprattutto calcarei, su scogliere e rupi presso il mare, da 0 a 700 m.

## Propagazione
Oltre che per seme si propaga anche per radicazione di talea,(unico metodo utilizzabile nel caso di ibridi creati per floricultura).